# ألكس مورينو
ألكس مورينو (بالإسبانية: Alexandre Moreno Lopera) هو لاعب كرة قدم إسباني في مركز نصف الجناح، ولد في 8 يونيو 1993 في سان ساتورنينو دي نويا في إسبانيا. لعب مع رايو فايكانو وريال مايوركا ونادي إلتشي ونادي برشلونة ونادي ياغوستيرا.

## وصلات خارجية
- ألكس مورينو على موقع الاتحاد الأوربي (الإنجليزية)
- ألكس مورينو على موقع قاعدة بيانات كرة القدم.إي يو (الإنجليزية)
- ألكس مورينو على موقع Soccerbase.com (لاعب) (الإنجليزية)
- ألكس مورينو على موقع Soccerway.com (الإنجليزية)
- ألكس مورينو على موقع عالم كرة القدم.نت (الإنجليزية)